# Onchocerca cervipedis
Onchocerca cervipedis är en rundmaskart. Onchocerca cervipedis ingår i släktet Onchocerca, och familjen Onchocercidae. Arten är reproducerande i Sverige.